# Alticorpus macrocleithrum
Alticorpus macrocleithrum è una specie di ciclidi haplochromini endemica del Lago Malawi, dove è stata osservata a profondità comprese tra i 30 e i 150 metri. Questa specie differisce da tutte le altre del genere Alticorpus per la presenza di una protuberanza ventrale prominente del cleitro posta sul petto, da cui il nome macrocleithrum.
Come tutti i membri del genere Alticorpus, A. macrocleithrum possiede pori laterali più larghi sulla parte inferiore della testa. La tecnica impiegata da questa specie per nutrirsi consiste nell'"ascoltare" i movimenti all'interno del sedimento del fondale. Una volta localizzata una preda che si nasconde al di sotto di esso le si scagliano addosso, traendola fuori dal sedimento. Il cleitro più largo di cui dispone questa specie agisce come una base per la muscolatura più potente necessaria per potersi tirare fuori dal sedimento una volta catturata la preda. La dieta di questo animale consiste in molti piccoli organismi, inclusi crostacei e larve.